# Tales of Ithiria
Tales of Ithiria — четвёртый студийный альбом немецкой симфоник-метал-группы Haggard, выпущенный 29 августа 2008 года.

## Концепция
Ранее известный под рабочим названием «A dark winter’s tale», альбом нарушил традиции группы в написании текстов о реальных исторических личностях и событиях. В основе альбома лежит история, действие которой протекает в средневековой вымышленной стране, названной Ithiria. Данная история была написана вокалистом и гитаристом группы Азизом Нассери.

## Список композиций
Песни написаны Азизом Нассери, кроме «Hijo De La Luna».
1. The Origin — 1:57
2. Chapter I — Tales Of Ithiria — 8:08
3. From Deep Within — 0:25
4. Chapter II — Upon Fallen Autumn Leaves — 6:37
5. In des Königs Hallen (Allegretto Siciliano) — 2:03
6. Chapter III — La Terra Santa — 4:55
7. Vor dem Sturme — 0:35
8. Chapter IV — The Sleeping Child — 6:10
9. Hijo De La Luna (кавер на Mecano) — 4:20
10. On These Endless Fields — 1:03
11. Chapter V — The Hidden Sign — 6:25